# Abdul Halik Hudu
Abdul Halik Hudu (født 19. marts 2000) er en fodboldspiller fra Ghana.

## Klubkarriere

### International Allies
Halik Hudu startede sin professionelle fodboldkarriere hos Inter Allies i Ghana Premier League og blev forfremmet fra deres feederklub Accra Youth FC.
I løbet af sin debut sæson i 2016 spillede Halik Hudu 19 kampe og etablerede sig snart som en starter. I slutningen af sæsonen blev han udråbt til "Årets mest lovende spiller" i den ghanesiske Premier Leagueand blev også stemt som "Fans player of Season" hos Inter Allies.
I 2017 fik Halik Hudu en to-måneders prøve med Hammarby IF, hvor han optrådte i venskabskampe for klubben. Han vendte tilbage til Inter Allies før sæsonens start i marts og fortsatte med at vinde prisen som "Man of the Match" i tre ligakampe gennem året. I alt spillede han 37 kampe for Inter Allies på tværs af to fulde sæsoner og scorede to gange.

### Hammarby IF
I januar 2018 vendte Halik Hudu tilbage til Hammarby IF for en anden gang. Den 26. marts, en uge efter hans 18-års fødselsdag, afsluttede Halik Hudu en permanent overgang til Allsvenskan klubben og underskrev en tre og et halvt års kontrakt. Den 23. august scorede Halik Hudu i sin debut for Hammarby, en 3-0 ude-sejr mod Carlstad United i Svenska Cupen.
I 2019 fik Halik Hudu et sæsonlangt lån til IK Frej i Superettan. Han spillede 26 kampe og scorede to gange.
Den 28. juli 2020 blev Halik Hudu udlånt til GIF Sundsvall for resten af sæsonen og underskrev også et års forlængelse af sin kontrakt med Hammarby.
Den 30. maj 2021 vandt Halik Hudu Svenska Cupen 2020-21 med Hammarby IF på en 5–4 sejr på straffe (0–0 efter fuld tid) mod BK Häcken ] i finalen.

### Lyngby BK
Den 16. juli 2021 blev Halik Hudu solgt til Lyngby Boldklub.

## International karriere
Halik Hudu har repræsenteret Ghana U/17. Han var også kaptajn for sit land i en 8–0 sejr mod Namibia U/17 i marts 2016.
I 2018 blev Halik Hudu indkaldt til Ghana U/20 i Africa Cup of Nations i kvalifikationskampen mod Algeriet U/20 den 11. maj.